# Lasse Nielsen
Lasse Nielsen (* 15. April 1950 in Kopenhagen; † 28. November 2024 in Aarhus) war ein dänischer Regisseur und Drehbuchautor. Bekannt war er als ein Vertreter des dänischen Films der 1970er-Jahre. Seine Coming-of-Age-Filme kreisten um die Themen erste Liebe und erwachendes Begehren in der Adoleszenz sowie Homosexualität.

## Leben
Lasse Nielsen und sein Zwillingsbruder Carsten Nielsen wurden am 15. April 1950 in Kopenhagen geboren. Der Beginn seiner filmischen Arbeit fiel in die Zeit nach der Gründung des Dänischen Filminstituts 1972, das viele seiner frühen Projekte förderte. Als Produzent für seine drei Filme der 1970er-Jahre zeichnete Steen Herdel verantwortlich.
Gemeinsam mit seinem Bruder schrieb Nielsen die Drehbücher für die beiden Spielfilme Lasst uns machen (1975) and Could We Maybe (1976). Seit seinem dritten Spielfilm You Are Not Alone (1978) bis einschließlich zu dem Kurzfilm The Game (2017 in Postproduktion) arbeitete Nielsen mit dem Drehbuchautor Bent Petersen zusammen. Auch die Regiearbeit erledigte er in Kollaboration, mit Ernst Johansen 1975 und 1978 sowie mit Morten Arnfred 1976.
Auch für die Filmmusik pflegte Nielsen eine langjährige Partnerschaft. Der Sänger, Gitarrist und Komponist Knud Torben Christensen, der sich lediglich Sebastian nennt, schrieb bereits 1976 für Could we Maybe die Musik. 40 Jahre später lieferte sein Lied Når lyset bryder frem den Soundtrack für den 14-minütigen Kurzfilm The Kite.
In seinem 2010 auf Video veröffentlichten Spielfilm The Story of Net ist Lasse Nielsen in einer Nebenrolle als Mr. Kim zu sehen.
Lasse Nielsen betrieb einen eigenen YouTube-Kanal und einen Blog.
Im Jahr 2018 beschuldigten sechs männliche und sechzehn weibliche ehemalige Kinderschauspieler die beiden Regisseure des sexuellen Missbrauchs während der Produktion von You Are Not Alone und anderen Filmen.

## Filme
- 1975: Lasst uns machen (La’ os være / Leave Us Alone)
- 1976: Could We Maybe (Måske ku’ vi)
- 1978: You Are Not Alone (Du er ikke alene)
- 2010: The Story of Net
- 2010: Lek and the Waterboy
- 2013: Happy Birthday
- 2016: The Kite (Dragen)

## Wettbewerbe und besondere Vorführungen
Lasse Nielsens Filme sind auf vielen kleineren Filmfestivals im LGBT-Umfeld zu sehen. Eine Auswahl:
- Leave us alone (La' os være) hatte seine Deutschland-Premiere im Wettbewerb der Berlinale 1975. Er gewann keine Auszeichnung.[5]
- You are not alone (Du er ikke alene) lief im Wettbewerb des Chicago International Film Festival 1979, wo er seine USA-Premiere hatte. Er gewann keine Auszeichnung.[6]
- Der Kurzfilm Happy Birthday hatte seine Welt-Premiere auf dem Torino International LGBT Film Festival 2013.[7] Darüber hinaus gehörte er zum Lineup des CMG Short Film Festivals in Hollywood.[8]
- Der Kurzfilm The Kite wurde erstmals am 16. November 2016 auf dem Festival Chéries-Chéris in Paris gezeigt, nachdem er bereits im April 2016 seine Internet-Premiere erlebt hatte.[2] Außerdem war er ein offizieller Beitrag beim Lovers Film Festival – Torino LGBTQI Visions 2015[9]